# Andrej Bohinc (uradnik)
Andrej Bohinc, slovenski partizan, * 3. november 1912, Mišače, † marec 2000.
Bil je ena od žrtev dachauskega procesa.

## Življenje in delo
Rodil se je na kmetiji Tomažovčevih na Mišačah pri Dobravi. Po študiju ekonomije se je zaposlil kot uradnik v tovarni Kranjske industrijske družbe na Jesenicah. Okupatorji so 1941 izselili starše v Nemčijo, sam pa se je poleti 1941 kot komunist umaknil v ilegalo in se vključil v osvobodilno gibanje. 13. januarja 1942 je bil aretiran. Ker v zaporu v Begunjah ni nič izdal in mu ni bilo mogoče ničesar dokazati, je bil po dveh mesecih skupaj s 84 drugimi interniran v Dachau. Avgusta 1943 so ga po številnih prošnjah njegove žene Jerce in priporočilu jeseniške tovarne spustili na prostost. Takoj se je spet vključil v odpor. Delal je v gospodarskih komisijah, od oktobra 1944 pa je bil v Kokrškem odredu partijski sekretar in pomočnik komisarja odreda. Ker je znal nemško, se je pri osvobajanju Begunj 4. maja 1945 pogajal z Nemci, da so se predali, in prvi odpiral celice zapornikov. Osvobodili so 632 zapornikov, še preden bi ti lahko prišli v roke vlasovcem in domobrancem. 
Po vojni je bil 11. 5. 1945 izvoljen za zveznega poslanca in bil okrajni sekretar KPS za Jesenice.  Odkril je, da politični umori ducata ljudi, ki so se 1946 zgodili na Jesenicah, npr. uboj kaplana dr. Toma, ki je sodeloval z OF, niso delo domobrancev s Koroške, ampak mladih skojevcev, ki so delali za Udbo. Aretiral je dva storilca in  preprečil uboj bohinjskega zdravnika dr. Volfa. Tudi zato, ker je spraševal po izginulih zapisnikih zaslišanj zapornikov in stražarjev v Begunjah, so ga 14. oktobra 1947 z izgovorom, da ga pošiljajo na izobraževanje v Sovjetsko zvezo, poklicali v Ljubljano in ga aretirali pod obtožbo, da je v Dachauu podpisal sodelovanje z Gestapom in bil zato izpuščen, da je Nemcem pomagal pri medicinskih poskusih nad interniranci, da je po vojni delal za angleško obveščevalno službo, da je organiziral poboje na Jesenicah in sodeloval z Informbirojem. Na šestem dachauskem procesu 9. in 10. avgusta 1948 je bil obsojen na smrt z ustrelitvijo. Po pritožbi je dobil dosmrtno ječo, nato skrajšano na 20 let strogega zapora. Odsedel je več kot 11 let, 21. 12. 1958 je bil pogojno izpuščen, domov je prišel 6. januarja 1959. Sodba je bila razveljavljena leta 1971, politično pa je bil rehabilitran na 10. kongresu ZKS leta 1986; za prestano trpljenje je dobil minimalno odškodnino. Po ženini smrti je bil dolga leta član odbora krajevne organizacije Zveze združenj borcev Josip Prašnikar v Ljubljani. Ko so v Nemčiji postavili pred sodišče nekdanjega šefa Gestapa na Jesenicah Klemensa Druschkeja, se je sam javil za pričo o njegovih zločinih in pričal na procesu proti njemu v Nemčiji. Zadnja leta je preživljal z družico Marico v počitniški hiši v Jazbinah nad Šmartnim pri Litiji. Pokopali so ga 3. marca 2000 na ljubljanskih Žalah.